# Wilhelm Knüppel
Wilhelm Knüppel (ur. 11 listopada 1902 w Żukowie, zm. w 1968 w Koblencji) – generał, uczestnik II wojny światowej po stronie III Rzeszy.
Karierę w armii niemieckiej rozpoczął w 1924 roku, od stopnia chorążego. W czasie II wojny światowej służył kolejno, w 246 Dywizji Piechoty, XXXXIII Korpusie Armijnym, 250 Dywizji Piechoty (hiszpańska), XXVIII Korpusie Armijnym (szef sztabu) i 4 Armii Pancernej. Brał udział w działaniach bojowych na froncie wschodnim przeciw Armii Czerwonej, m.in. jako szef sztabu 4 APanc.

## Awanse
- chorąży (1 października 1924)
- starszy chorąży (1 września 1925)
- podporucznik (1 grudnia 1924)
- porucznik (1 sierpnia 1928)
- kapitan (1 września 1934)
- major (1 kwietnia 1940)
- podpułkownik (1 marca 1942)
- pułkownik (1 stycznia 1943)
- gen. mjr (1 maja 1945)[2]